# Nisia alba
Nisia alba är en insektsart som beskrevs av Melichar 1914. Nisia alba ingår i släktet Nisia och familjen Meenoplidae. Inga underarter finns listade i Catalogue of Life.